# Стоп, Путін! Стоп війна!

Англомовний плакат акції

Стоп, Путін! Стоп війна! — всесвітня акція протесту українців та представників української діаспори проти путінської політики та воєнної агресії щодо України.

## Мета і вимоги
Учасники протесту планують пікетувати дипломатичні місії Росії, а також урядові будівлі у країнах проживання, щоб привернути увагу політиків і дипломатів до загострення ситуації на сході України.
Вимоги учасників акції
- Вивести з території України всі російські окупаційні війська, а також повернути в Росію всю зброю та військову техніку.
- Посилити (збільшити) спостережну місію ОБСЄ до 24 годин на добу сім днів на тиждень та допустити місію ОБСЄ до частини українсько-російського кордону, який Україна тимчасово не контролює, адже російсько-сепаратистські війська припиняють атаки тільки тоді, коли спостерігачі ОБСЄ присутні на фронті.
- Звільнити громадян України, які незаконно утримуються під арештом — як на території Росії, так і в Криму — за політично мотивованими і сфабрикованими звинуваченнями.

## Акція 10-11 червня 2016
Акція «Стоп, Путін! Стоп війна!» проходила 10—11 червня в багатьох містах країн ЄС (Рим, Варшава, Відень, Берлін, Софія), а також у США, Канаді та Україні. Учасники пікетували дипломатичні місії Росії, а також урядові будівлі у країнах проживання, щоб привернути увагу політиків і дипломатів до загострення ситуації на сході України.

### В Україні
У Києві на акцію біля стели Незалежності, попри дощову погоду, зібралося близько сотні містян.
Акції пройшли також в інших містах, зокрема, Кропивницькому, Черкасах, Запоріжжі.
У Дрогобичі учасники акції організували концерт та флешмоб. У концертній програмі взяли участь учасники АТО, які з головної сцени міста зачитали лист-звернення до парламентаріїв всіх країн. Також співали пісні про війну на Сході України. Діти влаштували флешмоб на головній площі міста, де вишикувалися так, щоби з вежі ратуші було видно гасло «стоп путін». Наприкінці акції під листом-зверненням до Європарламенту місцеві жителі, які вийшли на підтримку акції, поставили свої підписи, звернення направлено адресатам.[джерело?]

### У світі
В Італії українці Риму провели мітинг під італійським парламентом 9 червня. Акцію організували Оргкомітет Євромайдан Рим та Конгрес Українців Італії.
9 червня за участі дипломатів, представників української громади та португальців мітинг з вимогами до влади країни і Євросоюзу посприяти чим швидшому припиненню війни відбувся на площі сан Педро в Лісабоні (Португалія).
10 червня в Будапешті на площі перед базилікою Святого Іштвана розпочалася демонстрація українців Угорщини, яка тривала дві години.
У столиці Болгарії Софії 11 червня в акції взяло участь близько сотні українських і болгарських активістів.
У Ризі (Латвія) з гаслами міжнародної акції #StopPutinStopWar протестували біля посольства Російської Федерації. Акцію організував Конгрес українців Латвії.[джерело?]
У Європі мітинги відбулися також у столицях Греції, Естонії, Австрії.
У США кілька десятків протестувальників вийшли 12 червня під стіни Посольства Росії у Вашингтоні. Вони тримали в руках плакати з написами «Росія — терористична держава», «Зупиніть терор Росії», «Мир для України», «Йдеш до російського посольства — підтримуєш масові вбивства». Окремою частиною акції став пікет біля проїжджої частини з плакатом «Просигналь за Росію без Путіна».
Ряд одиничних пікетів відбувся і в Росії. Цих активістів миттєво затримувала поліція.

## Акція 14 жовтня 2016
14 жовтня акція протесту пройшла по більш ніж 30 країнах та 80 містах світу. Почалась о 18.00 годині одночасно  в різних країнах світу.
У Європі першим стартував Рим, а в Україні - протест почався з Києва, о 16-й годині, біля російського посольства.
В Україні до акції приєдналося 22 міста, куратором акції в 17-ти містах була Олена Живко. Серед цих міст був і  Івано-Франківськ, в якому акція пройшла на Вічевому Майдані. 
У Запоріжжі до акції, яка проходила на Майдані Героїв революції гідності (біля ОДА), приєдналося більше 10-ти  громадських організацій. Також акція пройшла в Єнергодарі. Керувала акцією в Запорізькій області ГО «Крапля Істини»».[джерело?]